# Sztilianósz Janakópulosz
Sztilianósz "Szteliósz" Janakópulosz (görögül: Στυλιανός Γιαννακόπουλος) (Athén, 1974. július 12. –) görög labdarúgó.

## Pályafutása

### Klubcsapatokban

#### A kezdetek
1992-ben Görögországban kezdte a pályafutását, az AO Xánthi klubnál. Ezután a  Ethnikósz Asztérasz csapata következett, ahol alapember volt, és 32 mérkőzésen 6 gólt szerzett. A szezon vége után az Paniliakószhoz igazolt, ahol három évig maradt. Ebben az időszakban 84 meccsen 26-szor volt eredményes, felkeltve több nagy csapat érdeklődését.

#### Olimbiakósz
1996 nyarán az Olimbiakósz Pireusz csapatát erősítette, alapemberként játszott a következő hét szezonban. Csapata képviseletében 189 meccsen 63 gólt ért el. Hétszer lett görög bajnok (1997, 1998, 1999, 2000, 2001, 2002, 2003), 1999-ben görög labdarúgó kupagyőztes is lett. A 2002–03-as szezonban a görög bajnokság legjobb játékosának választották. Az 1998–99-es szezonban a bajnokok ligájában a negyeddöntőig jutottak.

#### Bolton Wanderers
Tíz sikeres görögországi év után 2003-ban csatlakozott a Bolton Wanderershez. Első mérkőzését a Premier League-ben a Manchester United ellen játszotta. Idegenlégiósként is megállta a helyét, és eljutott a 2004-es angol ligakupa döntőjébe. A 2007–08-as szezon végéig a Wanderersnél maradt.

#### A Hull City és a Láriszasz
2008 szeptemberének végén a Premier League-ba újonnan feljutott Hull Cityhez igazolt. 2010-ben a Láriszaszban fejezte be a pályafutását.

### A válogatottban
A görög válogatottban 1997. március 12-én a Ciprus elleni találkozón játszott először. Az egyik legemlékezetesebb mérkőzése a válogatottban a 2004-es Eb-selejtezőn a Spanyolország elleni meccse volt, amelyet 1–0-ra nyertek meg. Portugáliában a 2004-es labdarúgó-Európa-bajnokságot megnyerő csapat egyik kulcsjátékosa volt. 2005-ben Görögország legjobb labdarúgójának választották. 2005-ben a konföderációs kupán is részt vett, ahol végigjátszotta valamennyi összecsapást. 2008-ban tagja volt az Európa-bajnokságra készülő keretnek, és a görögök 3 meccséből kettőn pályára lépett.

## Fordítás
- Ez a szócikk részben vagy egészben  a   Stelios Giannakopoulos című német Wikipédia-szócikk ezen változatának fordításán alapul.  Az eredeti cikk szerkesztőit annak laptörténete sorolja fel. Ez a jelzés csupán a megfogalmazás eredetét és a szerzői jogokat jelzi, nem szolgál a cikkben szereplő információk forrásmegjelöléseként.